# Euphorbia clementei
Euphorbia clementei es una especie de fanerógama perteneciente a la familia de las euforbiáceas. Es originaria del sur de Europa y Norte de África.

## Taxonomía
Euphorbia clementei fue descrita por Pierre Edmond Boissier y publicado en Elenchus Plantarum Novarum 82. 1838.
Etimología
Euphorbia: nombre genérico que deriva del médico griego del rey Juba II de Mauritania (52 a 50 a. C. - 23), Euphorbus, en su honor – o en alusión a su gran vientre –  ya que usaba médicamente Euphorbia resinifera. En 1753 Carlos Linneo asignó el nombre a todo el género.
clementei: epíteto otorgado en honor del botánico español Simón de Rojas Clemente y Rubio.
Variedades
- Euphorbia clementei subsp. clementei
- Euphorbia clementei subsp. faurei (Maire) J.Vicens, Molero & C.Blanché 1996
- Euphorbia clementei subsp. villosa (Faure & Maire) J.Vicens, Molero & C.Blanché 1996

Sinonimia
- Euphorbia rupicola var. clementei (Boiss.) Pau
- Euphorbia squamigera subsp. clementei (Boiss.) Losa & Vindt
- Tithymalus clementei (Boiss.) Klotzsch & Garcke[6]